# Torre Menchikov

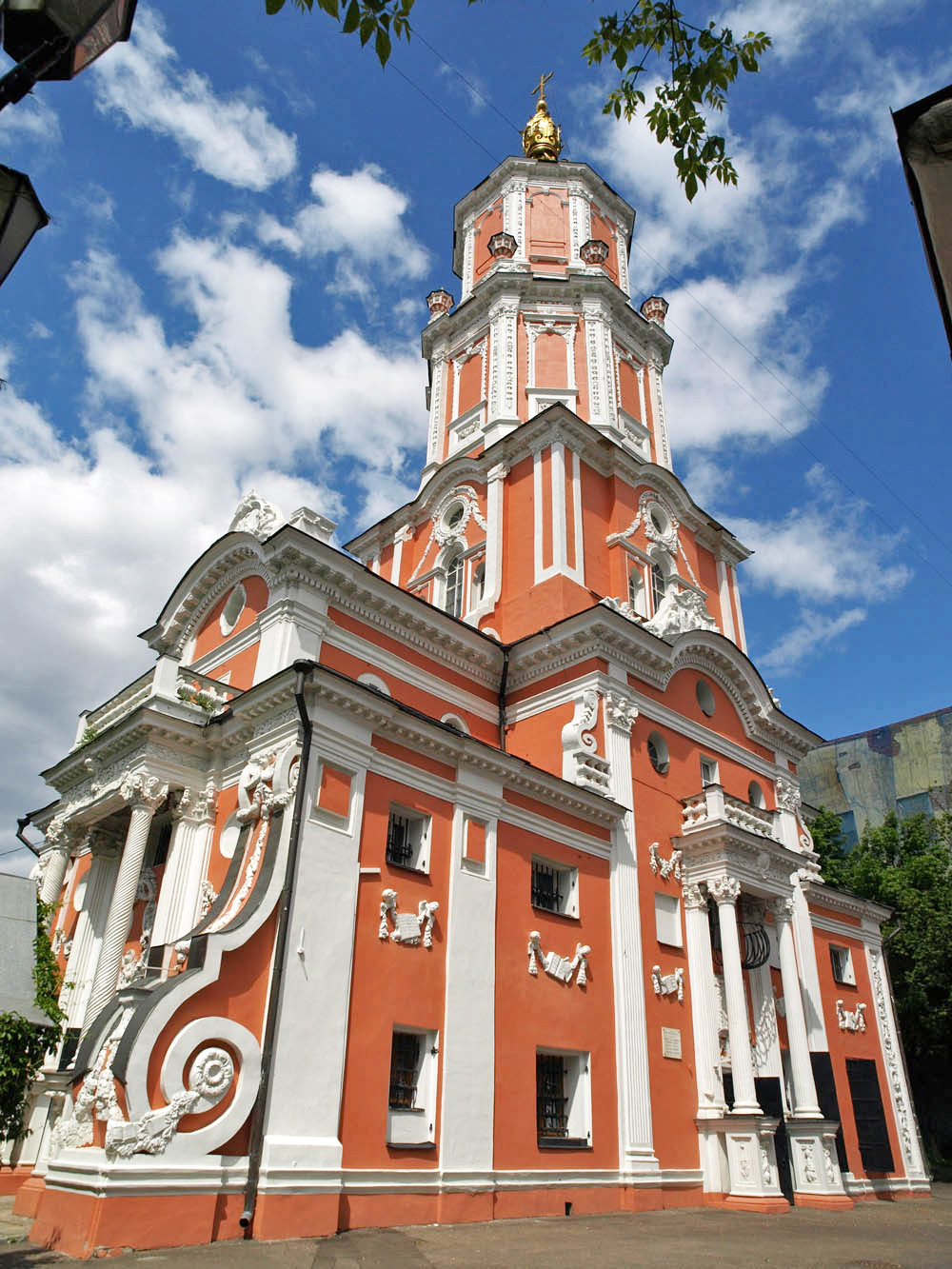
A Torre Menchikov.

A Torre Menshikov (em russo: Меншикова башня), conhecida também como a Igreja do Arcanjo Gabriel, é uma Igreja Ortodoxa Russa Barroca no distrito de Basmanny em Moscou, dentro do Anel dos boulevards. A igreja foi inicialmente construída em 1707 por ordem de Alexandre Danilovitch Menchikov por Ivan Zarudny e assistido por Domenico Trezzini, uma equipe de artesãos italiano-suíços dos cantões de Ticino e Friburgo e pedreiros russos de Kostroma e Iaroslavl. Sendo o edifício Barroco Petrino mais antigo existente em Moscou, a Torre Menchikov foi alterada substancialmente nos anos 1770. A igreja funcionava tradicionalmente somente no verão. Para o inverno a congregação montou na igreja próxima de Theodor Stratelates, construída entre 1782 a 1806. Igreja de São Teodoro fornece os sinos para os cultos, pois apesar de sua altura, a Torre Menchikov não tem sinos.